# Сырецкий дендропарк
Сырецкий дендрологический парк расположен в исторической части правобережья Киева — на Сырце. Имеет статус «Парк-памятник садово-паркового искусства общегосударственного значения». Общая территория парка — 6,5 га.

## История
Основой современного Сырецкого дендропарка стал демонстрационный парк декоративных культур при цветочном хозяйстве, учреждённый в конце XIX столетия собственником хозяйства, немцем Мейером. До сих пор сохранились экземпляры и декоративные ландшафтные группы, включающие тис дальневосточный посадки 1875 года, тую восточную — 1895 года, ель Энгельмана и ель колючую — 1900 года, а также клён остролистный, дуб обыкновенный, липу мелколистную того же периода посадки. Из общей территории парка историческая часть занимает около трети площади, поэтому можно говорить, что этому парку более 125 лет.
Основные работы для значительного расширения территории парка, по формированию ландшафтных композиций и архитектурно-художественного вида парка в целом, которые можно наблюдать в данное время, а также приумножение коллекции декоративных растений были проведены в 1950—1960 годы, под руководством дендролога Николая Александровича Птицина. За этот период было высажено около 500 видов, форм, сортов деревьев, кустарников и травянистых растений.
В конце 1980-х годов в парке была проведена реконструкция, в основном направленную на повышение упорядоченности территории и усиления декоративных качеств насаждений.

## Коллекция
Парк, кроме вековых, выше перечисленных деревьев, может гордиться очень большой коллекцией видов туи (только декоративных форм туи западной в парке более 25); берёзы — более 20 таксонов, в том числе и очень редких для Украины видов — берёза Эрмана (каменная), берёза даурская, берёза вишнёвая; елей — больше 25 таксонов. Также широко представлены виды рода орех, клён, спирея, рододендрон, барбарис, жимолость.
В данное время коллекция растений дендропарка насчитывает свыше 900 таксонов.
Преимущественное количество видов декоративных растений — интродуценты, в том числе и достаточно редкие для климатических условий Украины — лириодендрон тюльпановый (тюльпановое дерево), платан западный, гинкго двулопастный, метасеквойя, софора японская и другие.
Некоторые из имеющихся видов растений занесены в Красную книгу Украины — микробиота перекрёстнопарная, сосна кедровая европейская, самшит колхидский, колокольчик карпатский, бересклет карликовый и много других.
Растения высажены не в систематическом порядке, а по принципу их декоративного использования в садово-парковом строительстве. Ландшафтные группы и композиции создавались с соблюдением принципов ландшафтного дизайна.

## Способ добраться
Украина, Киев, Шевченковский район, станция метро «Сырец». От метро 700 метров лесной тропинкой.
Ехать почти до конца ул. Владимира Сальского, с правой стороны проходная, через проходную и прямо.

## Галерея
- Вход в парк
- Большой боскет из хвойных вблизи
- Большой боскет из хвойных издали
- Берёза даурская в Сырецком дендропарке